# خنرال سان مارتین
خنرال سان مارتین (به اسپانیایی: General San Martín) شهری در کشور آرژانتین، ایالت خوخوی است که در سال ۲۰۰۹ میلادی، حدود ۴۳٬۷۰۱ نفر جمعیت داشته است.